# کمال‌الدین حیدروف
کمال‌الدین حیدروف (به ترکی آذربایجانی:  Kəmaləddin Heydərov) سیاستمدار اهل جمهوری آذربایجان و وزیر حوادث غیرمترقبه این کشور می‌باشد.

## زندگی‌نامه
کمال‌الدین حیدورف در ۱۵ ژوئیه سال ۱۹۶۱ در روستای چشمه‌به‌سر شهرستان بابک جمهوری خودمختار نخجوان شوروی سابق زاده شد. در سال ۱۹۷۸، به مدرسه شماره ۱ نخجوان رفت. وی دانش‌آموخته رشته اکتشافات زمین‌شناسی از دانشگاه دولتی آذربایجان (۱۹۸۴) است. بعداً در دانشگاه آذربایجان مجدداً در مقطع لیسانس به تحصیل پرداخت.
وی در سال ۱۹۷۸، فعالیت شغلی خود را در «شرکت نفت و گاز دریای خزر» آغاز کرد. در سال ۱۹۹۵، به ریاست کمیته دولتی گمرک جمهوری آذربایجان رسید. در سال ۲۰۰۶، به عنوان وزیر حوادث غیر مترقبه جمهوری آذربایجان منصوب شد.

## آهگسازی
کمال‌الدین حیدروف چندین آهنگ با لقب «کمال» ساخته که از سوی آوازخوانان سرشناس آذربایجانی خوانده می‌شود. معروف‌ترین آن‌ها «نگران تویم» نام دارد، که برای خوندن آیگون کاظموا، خواننده نامی آذربایجانی ساخته‌است. این آهنگ را بعدها نصیبه عبداللهوا، خواننده اهل ازبکستان اجرا کرد.
انتشار اولین آلبوم موسیقی کمال تحت عنوان «ای کوه‌هایی که به شما اتکا کرده‌بودم» در سال ۲۰۰۹ رقم خورد که دربردارنده ۴ لوح فشرده بود. ترانه‌سرای دو آهنگ دخیل در این آلبوم لیلا علی‌اف و بقیه بابا وزیراغلو بود. بسیاری از این ترانه‌ها با خوانندگی آوازخوان معروف آذربایجانی همچون «فلورا کریم‌اوف»، عالیم قاسمف، «یالچون رضازاده»، «الهامه قلی‌اوا»، «زلفیه خانبابایوا»، آیگون کاظموا، «القار مرادف»، «آیگون بیگلر» و رؤیا در لوح‌های فشرده و دی‌وی‌دی ضبط شد.